# Thwaitesia aureosignata
Thwaitesia aureosignata är en spindelart som först beskrevs av Lenz 1891.  Thwaitesia aureosignata ingår i släktet Thwaitesia och familjen klotspindlar.
Artens utbredningsområde är Madagaskar. Inga underarter finns listade i Catalogue of Life.